# Haman Sadjo
Haman Sadjo (Ngaoundéré, 28 novembre 1984) è un ex calciatore camerunese, di ruolo difensore.

## Statistiche

### Cronologia presenze e reti in nazionale
| Cronologia completa delle presenze e delle reti in nazionale ― Camerun | Cronologia completa delle presenze e delle reti in nazionale ― Camerun | Cronologia completa delle presenze e delle reti in nazionale ― Camerun | Cronologia completa delle presenze e delle reti in nazionale ― Camerun | Cronologia completa delle presenze e delle reti in nazionale ― Camerun | Cronologia completa delle presenze e delle reti in nazionale ― Camerun | Cronologia completa delle presenze e delle reti in nazionale ― Camerun | Cronologia completa delle presenze e delle reti in nazionale ― Camerun |
| Data                                                                   | Città                                                                  | In casa                                                                | Risultato                                                              | Ospiti                                                                 | Competizione                                                           | Reti                                                                   | Note                                                                   |
| ---------------------------------------------------------------------- | ---------------------------------------------------------------------- | ---------------------------------------------------------------------- | ---------------------------------------------------------------------- | ---------------------------------------------------------------------- | ---------------------------------------------------------------------- | ---------------------------------------------------------------------- | ---------------------------------------------------------------------- |
| 21-6-2008                                                              | Yaoundé                                                                | Camerun                                                                | 2 – 1                                                                  | Tanzania                                                               | Qual. Mondiali 2010                                                    | -                                                                      | 75’                                                                    |
| 9-2-2011                                                               | Skopje                                                                 | Macedonia                                                              | 0 – 1                                                                  | Camerun                                                                | Amichevole                                                             | -                                                                      | 53’                                                                    |
| Totale                                                                 |                                                                        | Presenze                                                               | 2                                                                      |                                                                        | Reti                                                                   | 0                                                                      |                                                                        |

## Palmarès

### Club

#### Competizioni nazionali
- Campionato camerunese: 2

Cotonsport Garoua: 2003, 2004
- Coppa del Camerun: 2

Cotonsport Garoua: 2003, 2004